# Trioceros quadricornis
Trioceros quadricornis là một loài thằn lằn trong họ Chamaeleonidae. Loài này được Tornier mô tả khoa học đầu tiên năm 1899.